# うさぎ組 (センチメンタルグラフティ)
うさぎ組（うさぎぐみ）は、恋愛シミュレーションゲーム『センチメンタルグラフティ』に出演した女性声優12人で組織されたユニット「SGガールズ」のうち、一般公募から採用されたの6人のこと。
しかし、SGガールズや「プチ☆ぷち」のように本格的なユニット活動は殆どしておらず、ユニットと言うより6人を纏めて指す名称としての性格が強い。
6人のうち、後に青二プロダクションに所属しなかった岡田純子を除く5人で組織されたものがプチ☆ぷちである。

## メンバー
生年月日順に記載
- 岡田純子
- 岡本麻見
- 鈴木麗子
- 今野宏美
- 牧島有希
- 西口有香

## リーダー制
- 特に誰がリーダーだという取り決めは無いが、最年長である岡田純子をリーダーに祀り上げていたようである。
  - 劇団21世紀FOXに所属し、肝付兼太の下で演技経験があったことなどの理由による。